# Katymár
Katymár is een plaats (község) en gemeente in het Hongaarse comitaat Bács-Kiskun. Katymár telt 2401 inwoners (2002).